# Кесарево
Кèсарево е село в Северна България. То се намира в община Стражица, област Велико Търново.

## География
Кесарево е разположено в североизточната част на област Велико Търново.
През селото минава Стара река, която извира при прохода Вратник в Елено-Твърдишката част на Стара планина. Реката дели Средния от Източния дял на Предбалкана, а Кесарево се намира в подстъпите му. По поречието са изградени бентове, за да се предотвратят речни разливи, като тези от миналото. Въпреки взетите мерки, след неколкодневни обилни дъждове се е стигало до наводнения и бедствено положение. Последното голямо наводнение е от лятото на 2005 г., когато реката излезе от коритото си и придошлата вода помете теления мост, който свързваше селото с местността „Кумлука“. Сега там има изграден нов мост.
Селото и околностите имат разнообразен релеф. Характерен облик на релефа придават множество възвишения.
Климатът е умереноконтинентален, характеризиращ се най-общо с горещо лято със засушавания, прохладна и рано настъпваща пролет. Зимният период е с минимални валежи и незадържаща се дълго снежна покривка – средна продължителност 48 дни. Характерни са есенни и пролетни мразове. Климатичните условия са подходящи за отглеждане на повечето от разпространените в България селскостопански култури.

## История
Около селото в местността „Романа“ са намерени руини от римски постройки. Поради отдалечеността от селото и пресечения терен тези руини така и не са изследвани и много от артефактите са или разграбени или унищожени.
Селото е споменато в началото на 16 век в османски данъчен регистър под името „Кусарува“. За етимологията на названието се спори, извежда се от „кесар“ (византийска титла), както и от турска дума, означаваща „сечище“. Днешното си разположение селото има заради чумна епидемия, която накарала жителите му да се изместят с около два километра (оригиналното място е близо до настоящия разклон на магистралата и пътят за град Стражица). В началото на 20 век селото е околийски център, а понастоящем е част от община Стражица.

## Население
Преброяване на населението през 2011 г.
Численост и дял на етническите групи според преброяването на населението през 2011 г.:
|                     | Численост | Дял (в %) |
| Общо                | 1327      | 100,00    |
| Българи             | 819       | 61,72     |
| Турци               | 387       | 29,16     |
| Цигани              | 16        | 1,20      |
| Други               | 6         | 0,45      |
| Не се самоопределят | 62        | 4,67      |
| Неотговорили        | 37        | 2,78      |

## Религии
- В селото има действаща православна църква „Свети Великомъченик Димитър“, построена през далечната 1858 г., още по време на османската власт над българските земи. В селото има изградена и джамия, в която се молят турците, изповядващи исляма, които са значителна част от населението на Кесарево. През 2018 г. църквата е обявена за паметник на културата с местно значение.[3]

## Обществени институции
- Основно училище „Николай Райнов“.
- Читалище „Възпитател“.
- Целодневна детска градина „Калинка“.

## Културни и природни забележителности
Крайпътен ландшафтен парк „Малка България“
Сред чудесно реализираните проекти по Програма Фар „Развитие на българския екотуризъм“ и с помощта на финансови средства, предоставени на България от Европейския съюз, e изграждането на крайпътен ландшафтен парк „Малка България“.
За съществуването на парка знае всеки пътник, преминаващ по разстоянието София – Варна, потърсил интересно място за отдих и почивка в района на Велико Търново, близо до разклона за село Кесарево и отбивката за село Железарци. Предвид натоварения автотрафик и усилен пътникопоток през цялата година, съвсем обясним е изборът на място за изкуствено създаване на различни атрактивни елементи в близост до пътя, в инак недотам привлекателните – особено на пръв поглед, крайпътни пущинаци.
И наименованието на парка не е случаен избор. На площ от около 50 декара е събрано такова разнообразие от природни гледки, растителни видове и забележителности, каквото само една малка България може да ви предложи. Като част от екозона „Средна Янтра“, територията на парка е маркирана с табели, поставени на пътя, които няма как да не ви изкушат да поспрете за кратка почивка. Специално изграден паркинг улеснява бързото намиране на място за спирка. Прохладата на вековни дървета, свежестта от студената и бистра вода на чешми и малки езерца, уютни беседки и живописни дървени мостчета – това са само част от щедрите предложения на „Малка България“.
Ако сте истински любител на екотуризма обаче, и решите да почувствате цялата красота на парка, ще е необходимо да му отделите поне ден. Изградените места за почивка са превърнали крайпътния парк в чудесна територия за пълноценна разходка и приятно прекарване на свободното време за цялото семейство. Детски игри на воля – сред чистия въздух на природата, красиви гледки от автентичната и естествена местност, опознаване на растителния свят, дива и буйна зеленина, места за лагеруване и пикник, възможности за приготвяне на барбекю – съчетанието от наслада, както за духа, така и за тялото, ще пленят напълно представата Ви за кратко пътешествие и уикенд-почивка. А с всичко казано дотук, крайпътен ландшафтен парк „Малка България“ гарантира изпълненото Ви със смисъл и незабравими приятни емоции свободно време.

## Редовни събития
- На 26 октомври, Димитровден, е храмовият празник на селото. Църквата се нарича „Свети Великомъченик Димитър“. Тогава е и панаирът на селото. От всички краища на страната се срещат роднини и приятели. Във всяка къща има приготвени традиционното печено агне и вкусни гозби. Агнето се предпочита приготвено на пещ, каквато се намира в много дворове в Кесарево.

## Личности
- Николай Райнов (1889 - 1965) - писател, патрон на Основното училище в селото.
- Йордан Николов Георгиев (1951) - професор и доктор по ветеринарна медицина, университетски преподавател, декан и ръководител на катедра, израснал и учил в Кесарево.

### Легенди
Безименни и почти непознати остават кътчета в България – свещени и чудотворни. Едно от тях се намира на няколко километра от магистралата София – Варна, между селата Джулюница и Кесарево.
Всяка година на празника на Света Великомъченица Марина жителите на тези две села правят сбор и водосвет на малкото Аязмо, наричано от местните Маринкиното кладенче. То се намира в нивите между тях. Хората пристигат там от рано сутринта.
Идват хора измъчени, хора с болести, хора, преживели своята драма...
Всеки чака утрото с надеждата, че Чудото ще се случи! А утрото идва с надеждата, донесена от няколкото свещеници, които извършват водосвет. В едно се смесват ароматът на тамян, разноцветни китки от дъхави цветя, пръските от светената вода.
Легендата говори, че преди стотина години тук, на Маринкиното кладенче, точно на празника на Св. Марина, рано сутринта като че ли от недрата на земята бликнала за първи път вода. Вода – лековита, носеща благословеността на надеждата за чудото, което всеки очаква. Било време размирно, хората били измъчени от войни и мизерия и всеки носел болката в душата си. Първи открил тази вода овчар, който имал болни животни. Запили те водата и както в легендите се случва – бързо оздравели. След време овчарите се събирали на раздумка и всеки път посягали към корените на дървото, за да гребват шепа вода. Лесно разбрали, че водата е лековита не само за животните – повярвали и в нейните чудодейни качества.
Защото Света Марина е не само лечителка, но и закрилница на брака и семейството.
Водата, която блика точно в утрото на празника на Св. Марина, в течение на месеците бавно оттича и се скрива в земята. Затова и ако човек има нуждата от нея, най-важното е да я посрещне още в началото.
Хората вярват, че гребвайки шепа вода, болестите ще намалеят, безбрачните ще си намерят своята половинка, разделените – ще се съберат отново. Хората са уверени, че всяко наречено пожелание се сбъдва.
Днес на това място има малък параклис с иконата на Света Марина. Хората от съседните села го поддържат през цялата година. Над параклисчето се вият клоните на голямо дърво. Навеждаш се над земята между корените му и гребваш с шепа от всичко онова, което се нарича Вяра, Надежда и Любов...

### Стопанско положение
Бившата консервна фабрика след приватизация е преустроена за обработка на пилета и сега издава продукция за международния пазар. Съобразена е с европейските норми за качество. През 2010 г. в селото започва работа още едно предприятие (новоизградено), насочено към хранителната промишленост.